# Морозова, Наталья Григорьевна
Ната́лья Григо́рьевна Моро́зова (28 августа 1906 — 2 ноября 1989) — советский психолог и дефектолог, ученица Л. С. Выготского.

## Биография
Училась в педагогическом техникуме (1921—1925), закончила педагогический факультет 2-го МГУ. В 1920-30 е гг. входила в состав «большой пятёрки» ближайших учеников Л. С. Выготского (Запорожец, Божович, Морозова, Левина, Славина). Аспирантка НИИ дефектологии (1939—1944), старший научный сотрудник Института общей и педагогической психологии АПН РСФСР (1944—1953); с 1953 г. до последних дней своей жизни — сотрудник НИИ дефектологии (заместитель директора института, заведующая лабораторией воспитания и обучения слабовидящих детей, а также лабораторией дошкольного воспитания аномальных детей, профессор-консультант). Докторская диссертация — «Формирование интересов у детей в условиях нормального и аномального развития» (1968).
Свободно владела тремя иностранными языками: французским, немецким и английским.

## Научный вклад
Изучала вопросы развития мотивации и интереса к учёбе у детей. Внесла вклад в изучение проблемы развития речи. Продолжая традицию дефектологических исследований, заложенную Выготским, проводила психолого-педагогические исследования развития аномальных (abnormal) детей.
Автор более 160 научных работ по проблемам психологии, общей педагогике и дефектологии. За многолетнюю научную деятельность Н. Г. Морозова награждена медалями, почётными грамотами, значками «Отличник просвещения» РСФСР и СССР.

## Семья
Родители:
Морозов Григорий Фёдорович (1872—1947), русский и советский военный деятель, генерал-лейтенант (1940)
Морозова Вера Павловна (1884—1947)
Дочь — Морозова Наталия Николаевна (1931—2013), кандидат физико-математических наук, доцент МОПИ им. Н. К. Крупской (ныне Московский государственный областной университет)
Внучка — Минеева Юлия Александровна (род.1963 г). Учитель-логопед, дефектолог. Живёт и работает в Москве.